# Альмоз, Моти
Мо́ти Альмо́з (ивр. מוטי אלמוז‎; полное имя: Мордеха́й Альмо́з (ивр. מרדכי אלמוז‎); род. 7 сентября 1967, Мигдаль, Израиль) — генерал-майор запаса Армии обороны Израиля; в последней армейской должности — глава Управления кадров Генштаба Армии обороны Израиля (с мая 2017 года по февраль 2021 года).

## Биография
Моти Альмоз родился в 1967 году в семье Шмуэля (Сами) и Гилы (урождённой Каплански) Альмоз в посёлке Мигдаль на берегу Тивериадского озера в Израиле.

### Военная карьера
В 1985 году Альмоз был призван на службу в военно-инженерных войсках Армии обороны Израиля, где исполнял ряд командных должностей. Командовал также курсом офицеров инженерных войск, а в 1998 году был назначен командиром инженерного батальона «Ха-Махац» бронетанковой бригады «Барак». Затем вышел в отпуск на учёбу, при этом продолжая командовать группой в армейском Колледже тактического командования.
В 2002 году был назначен начальником военно-инженерного отдела Южного военного округа, а в 2004 году возглавил территориальную бригаду «Ха-Бика», ответственную за территориальную оборону района Иорданской рифтовой долины. В этой должности участвовал, помимо прочего, в командовании проведённой 14 марта 2006 года операцией по захвату палестинской тюрьмы в Иерихоне с целью ареста заключённых там лидеров палестинских боевиков.
С 2006 по 2007 год служил командиром оперативного отдела (ивр. קצין אג"ם‎) Центрального военного округа, а в 2007 году был повышен в звании до бригадного генерала и назначен главой штаба (ивр. רמ"ט‎) округа.
В ноябре 2010 года Альмоз был назначен главой Гражданской администрации Западного берега реки Иордан, сменив на посту бригадного генерала Йоава Мордехая. В этой должности считался приближённым к главам еврейского поселенческого движения на Западном берегу реки Иордан, однако и вызвал гнев политиков израильского национального лагеря, отметив во внутреннем циркуляре в сентябре 2011 года необходимость приостановить снос незаконных палестинских построек вследствие недостаточного соблюдения законов в отношении незаконных построек в израильских поселениях.
В конце 2012 года было опубликовано решение назначить Альмоза главой Службы армейского просвещения и молодёжи (ивр. חיל החינוך והנוער‎), однако в апреле 2013 года было решено утвердить назначение Альмоза на пост пресс-секретаря Армии обороны Израиля. Альмоз вступил в должность главы пресс-службы армии 14 октября 2013 года, сменив на посту бригадного генерала Йоава Мордехая. Исполнял данную должность, представляя позицию армии в средствах массовой информации, в ходе операций «Нерушимая скала» и «Возвращайтесь, братья», а также в ходе расколовшего израильское общество судебного процесса над солдатом Эльором Азарией, обвиненным в убийстве раненого палестинского террориста.
В декабре 2016 года было опубликовано решение назначить Альмоза главой Управления кадров Генерального штаба армии вместо генерал-майора Хаги Тополянски, который подал в отставку после того, как стал подозреваемым по делу о нарушении армейских инструкций в сфере информационной безопасности.
5 января 2017 года Альмоз был произведен в генерал-майоры и вступил в должность главы Управления кадров, одновременно продолжая исполнять и предыдущую должность пресс-секретаря армии, а 18 мая 2017 года он завершил свою деятельность на посту пресс-секретаря армии, передав пост бригадному генералу Ронену Манелису.
Исполнял должность главы Управления кадров до 21 февраля 2021 года, после чего передал пост генерал-майору Яниву Асору и вышел в отпуск накануне выхода в запас из армии.

### После выхода в запас
После выхода в запас Альмоз вместе со своей женой возделывает возделывает семейную оливковую рощу возле Тивериадского озера и проводит туры для групп посетителей фермы.

### Образование и личная жизнь
За время военной службы Альмоз получил степень бакалавра (в области изучения Среднего Востока), а затем и магистра (в области оборонной науки) Еврейского университета в Иерусалиме.
Женат на Тали Альмоз, отец пятерых детей. Проживает в Кфар-Таворе на севере Израиля.

## Публикации
- מוטי אלמוז הם תיכף עונים לי ישראל היום, 5.5.14 (Моти Альмоз, «Они вот-вот мне ответят», «Исраэль ха-йом» (5.5.14)) (Архивная копия от 21 декабря 2017 на Wayback Machine) — в память о павших солдатах Альмоза (иврит)
- אלוף (מיל') מוטי אלמוז ברח ביבי, ברח ידיעות אחרונות, 28.3.23 (Генерал-майор запаса Моти Альмоз, «Убегай, Биби, убегай», «Едиот ахронот» (28.3.23)) (Архивная копия от 2 апреля 2023 на Wayback Machine). (иврит)